# Frank Etc.
Frank Etc. AB är ett svenskt designföretag inom industridesign och grafisk design. Det grundades i Stockholm 1994 av makarna industridesignern Nikolaus Frank och grafiska formgivaren Cecilia Frank.
Produkterna som Frank Etc. designar har ofta ett högt teknologiskt innehåll och tydlig utformning. Företaget har verkat både i Sverige och internationellt, bl.a. i samarbete med designföretaget IDEO och med företag i Asien, främst Hongkong. 
Under åren har Frank Etc. fått en mängd utmärkelser, bland annat ett flertal Good Design Awards , flera Utmärkt Svensk Form-utmärkelser, de internationella prisen IDEA Industrial Design Excellence Award och iF Award for Good Industrial Design. Man har även vunnit priser i ett flertal internationella designtävlingar, bland annat LG Electronics International Design Competition, Design The Future International Competition och Yamaha Audio System International Design Competition. 
Frank Etc. finns representerat i den permanenta samlingen på Nationalmuseum, var representerat med flera produkter i utställningen Design:Stockholm på Stockholms Stadsmuseum och har även haft en separat utställning på Tekniska Museet i Stockholm.